# 8129 Michaelbusch
8129 Michaelbusch este un asteroid din centura principală de asteroizi.

## Descriere
8129 Michaelbusch este un asteroid din centura principală de asteroizi. A fost descoperit pe 30 septembrie 1975 la Observatorul Palomar de Schelte J. Bus. Asteroidul prezintă o orbită caracterizată de o semiaxă mare de 2,36 ua, o excentricitate de 0,05 și o înclinație de 2,5° în raport cu ecliptica.